# Franklin (Illinois)
Franklin – wieś w USA, w stanie Illinois, w hrabstwie Morgan.

## Demografia
Według danych z 2009 wieś miała 591 mieszkańców. W 2023 liczba mieszkańców minimalnie wzrosła, do 595 osób, a gęstość zaludnienia przekroczyła 313 osób/km².